# Берт Гаммер

Берт Гаммер у телесеріалі «Тремтіння Землі»

Берт Гаммер (англ. Burt Gummer) — герой фільмів Тремтіння Землі, Тремтіння Землі 2: Повторний удар, Тремтіння Землі 3: Повернення у Перфекшн, Тремтіння Землі 4: Легенда починається, Тремтіння Землі 5: Грім з-під Землі та телесеріалу «Тремтіння Землі». Актор, що виконував роль Берта — Майкл Гросс.

## Опис героя

### Одяг і спорядження
Берт вдягається просто, часто у камуфляж. Прості штани, футболка на короткі рукава, солдатські чоботи, темні окуляри, бейсболка і жилетка з усім необхідним. У його жилетці знаходиться різне спорядження. У першій частині, до появи грабоїдів, він навіть пістолет не завжди мав у жилетці. У другій і третій частині завжди був повністю озброєний. У телесеріалі без жилетки з трьома звуковими гранатами, ножа, пістолета, набоїв, гвинтівки навіть з дому не виходив.

### Зовнішній вигляд
Чорне волосся, зачіска коротка. Обличчя злегка засмагле. Має коротенькі вуса. Очі карі, добре виражені брови. Високий, 1м 91см.

### Машина, будинок, особисті речі
Машина в Берта у кожній частині різна. У Тремтіння Землі у нього була машина сімейного типу. У Тремтіння Землі 2 — величезна воєнна вантажівка. У Тремтіння Землі 3 в Берта був новенький чорний пікап. У Тремтіння Землі 4: Легенда починається предок Берта мав кінну упряжку. У 5 частині машини не було,він користувався чужими машинами.6 частина-літак(знов не його). У сьомій частиніавтомобілів не було взагалі.  У телесеріалі у Берта був великий воєнний джип. Така зміна машин зумовлена тим, що грабоїди у кожній частині знищували його машину.
Будинок, на відміну від машин, завжди був один, як і прибудинкова територія. Тільки стиль дому у кожній частині був інший. У першій частині будинок був стальний, нічим не захищений. Але після зустрічі із грабоїдами, у другій і третій частині будинок був обладнаний протиграбоїдною системою. Навколо будинку була побудована бетонна підземна стіна на кілька метрів у глибину. Але у третій частині ассбластери знищили будинок. Вже у серіалі, у Берта не було будинку. У нього був бункер під землею, який був захищеним від усіх видів грабоїдів та мав запас їжі і води на пять років. Мав трубу, яка служила аварійним виходом. Кілька кімнат: перша кімната слугувала як кімната управління. Там були радар, сонар, супутникова система, рація, зброя, і ящик набоїв. Друга кімната — склад. Третя кімната — спальня, а четверта — кухня. 
Особистих речей у Берта було небагато. Чого було у Берта найбільше — так це зброї. Всі види гвинтівок, пістолетів, револьверів, автоматів, кулеметів тощо. Набори для походів, спальні мішки, кілька тон вибухівки.

## Сім'я, звички, діяльність

### Сім'я
У першій частині у Берта була жінка Хезер, та у другій частині вона з ним розлучилась. Причиною була параноя Берта. Він гадав, що будь-якої миті може початись третя світова війна. Він був помішаний на зброї. А Хезер це набридло.

### Звички
Звичок у Берта було безліч. Він хотів завжди мати рацію. Коли він помилявся, завжди дратувався. Звичка говорити про війну та зброю всіх дратувала. До того моменту, як Берт всіх врятував від ассбластерів.

### Діяльність
Берт був солдатом. Та дуже скоро він звільнився. Йому набридло, та й він був вже старий. У другій частині, коли Ерл запросив його допомогти із грабоїдами, він дуже зрадів. А пізніше став захисником від грабоїдів.